# Hernán Vallejo (actor)
Hernán Osvaldo Vallejo Navarro (Valparaíso, 31 de agosto de 1951) es un actor y director de teatro, y dirigente sindical chileno.

## Biografía
Nació el 31 de agosto de 1951 en Valparaíso. Hijo de Hernán Laureano Vallejo Ladrón de Guevara (sobrino del pintor Laureano Ladrón de Guevara) y de Carmen Ana Navarro Guarda. Es hermano del también actor, Reinaldo Vallejo Navarro (padre de Camila Vallejo Dowling).
Estudió en la Escuela de Teatro en la Universidad de Chile, y luego, en la Universidad Federico Santa María de Valparaíso.
En 2022 recibió una nominación en la 7.º entrega de los Premios Caleuche por su papel en El día menos pensado.

## Vida personal
Es padre de la también actriz Ángela Vallejo.

## Filmografía
| Año  | Título              | Director            |
| ---- | ------------------- | ------------------- |
| 1983 | El 18 de los García | Claudio di Girolamo |
| 1986 | Sexto A 1965        | Claudio di Girolamo |
| 2007 | La recta provincia  | Raúl Ruiz           |
| 2008 | Litoral             | Raúl Ruiz           |
| 2008 | Paz                 | Ricardo Varas       |
| 2009 | La Gabriela         | Rodrigo Moreno      |
| 2015 | El niño rojo        | Ricardo Larraín     |
| 2019 | Araña               | Andrés Wood         |

## Televisión
| Año  | Título                  | Papel             | Notas        |
| ---- | ----------------------- | ----------------- | ------------ |
| 1983 | La represa              | Julio César Uribe |              |
| 1984 | La dama del balcón      | Mariano Robledo   |              |
| 1984 | Andrea                  | Víctor            |              |
| 1990 | El milagro de vivir     | Reyes             | ¿? episodios |
| 2001 | Pampa ilusión           | Florencio Aguirre | ¿? episodios |
| 2002 | El circo de las Montini | Claudio Aranda    | Episodio 25  |
| 2003 | Puertas adentro         | Doctor            | ¿? episodios |
| 2004 | Ídolos                  | Gringo            | ¿? episodios |
| 2005 | Amor en tiempo récord   |                   | ¿? episodios |
| 2006 | Cómplices               | Claudio Jiménez   | ¿? episodios |
| 2006 | Entre medias            | Doctor            | ¿? episodios |
| 2007 | Alguien te mira         | Daniel Vidal      | ¿? episodios |
| 2007 | Amor por accidente      | Jefe de Ernesto   | 3 episodios  |
| 2010 | Martín Rivas            | Sacerdote         | ¿? episodios |
| 2010 | 40 y tantos             | Juez              | 1 episodio   |
| 2010 | La familia de al lado   | Farmacéutico      | 1 episodio   |
| 2011 | El laberinto de Alicia  | Tomás Meyer       | ¿? episodios |
| 2013 | Secretos en el jardín   | Facundo Andrade   | 13 episodios |
| 2014 | Volver a amar           | Freddy Thompson   | 11 episodios |
| 2018 | Verdades ocultas        | Juez              | 2 episodios  |

| Año       | Título                            | Papel | Notas                               |
| --------- | --------------------------------- | ----- | ----------------------------------- |
| 1997-2007 | Mea culpa                         |       | 3 episodios                         |
| 1999      | El día menos pensado              |       | Episodio: El pacto                  |
| 2004-2006 | JPT: Justicia para todos          |       | 2 episodios                         |
| 2005      | Heredia y asociados               |       | Episodio: Desaparecida              |
| 2006      | La vida es una lotería            |       | Episodio: Hijos de la millonaria    |
| 2007      | Gen Mishima                       |       | 2 episodios                         |
| 2007      | Mi primera vez                    |       | Episodio: Mi tardía iniciación      |
| 2011      | 12 días que estremecieron a Chile |       | Episodio: Golpe Militar. 11 del 73' |
| 2013      | Maldito corazón                   |       |                                     |
| 2013      | Solita camino                     |       | Episodio: Una vuelta por el pasado  |
| 2015      | Los años dorados                  |       | 1 episodio                          |
| 2015-2018 | Lo que callamos las mujeres       |       | 3 episodios                         |
| 2016      | Casa de Angelis                   |       | Episodio: La muerte de Ettore       |
| 2017      | Irreversible                      |       | 2 episodios                         |
| 2020      | Héroes invisibles                 |       |                                     |
| 2020      | Dignidad                          |       | Episodio: Colonia                   |
| 2022      | El día menos pensado              |       | Episodio: El cuerpo ajeno           |
| 2022      | Cromosoma 21                      |       | 5 episodios                         |